# Horst-Dieter Hille

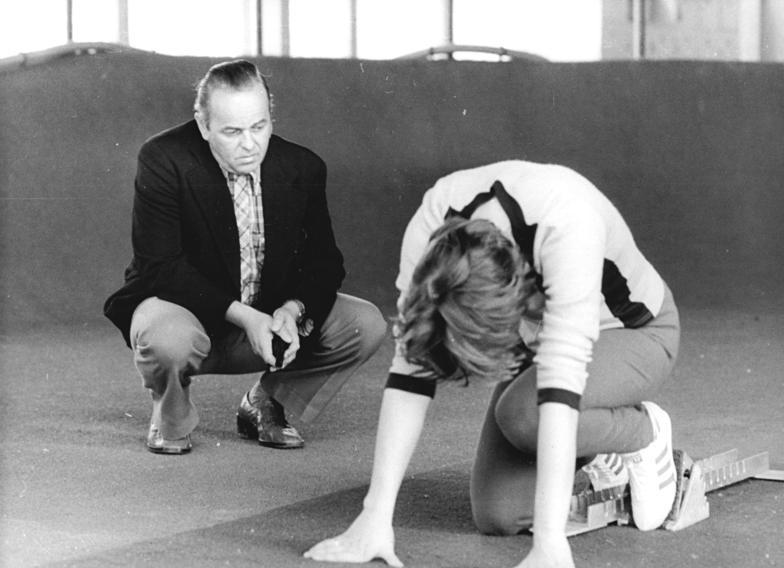
Hille mit Marlies Göhr beim Training, 1979 (Foto: Peter Liebers für ADN, im Bundesarchiv)

Horst-Dieter Hille (* 31. Juli 1933 in Züllichau; † 28. November 2002 in München) war ein deutscher Leichtathletiktrainer. Er wurde bekannt als Trainer im Kurzstreckenlauf der Frauen in der DDR in den 1970er und 1980er Jahren; so trainierte er Weltrekordlerinnen, Olympiasiegerinnen und Weltmeisterinnen wie Renate Stecher, Marlies Göhr und Bärbel Wöckel. Diese Erfolge waren jedoch durch Doping unterstützt. In Aussagen vor der Staatsanwaltschaft Erfurt 1999 räumte Hille seine aktive Beteiligung am Dopingprogramm der DDR ein.

## Leben

### Ausbildung und erste Erfolge
Hille machte eine Lehre als Maschinenschlosser im Landmaschinenbau Torgau. Während dieser Zeit war er Turner bei der Betriebssportgemeinschaft (BSG) Chemie Torgau. Am Barren wurde er 1951 Jugendmeister von Sachsen-Anhalt. In diesem Jahr delegierte die BSG Torgau ihn zum Studium nach Leipzig. Er absolvierte zunächst zwei Jahre Arbeiter-und-Bauern-Fakultät, studierte dann sechs Semester Sportwissenschaft an der Deutschen Hochschule für Körperkultur und erreichte dort den Abschluss als Diplom-Sportlehrer. Nach seinem Studium wurde er 1956 als Leichtathletiktrainer nach Rudolstadt zur dortigen SG Dynamo geschickt. Als Nachwuchstrainer war er an der Kinder- und Jugendsportschule (KJS) Bad Blankenburg tätig, für die Dynamo Rudolstadt damals die Patenschaft innehatte. 1959 wurde er Mitglied der SED. Ab 1961 war er Trainer beim SC Motor Jena, zuständig für den Nachwuchsbereich im Sprint. Der SC Motor Jena erhielt ab Anfang der 1960er Jahre nach und nach die Patenschaft für die Kinder- und Jugendsportschule Bad Blankenburg. Hille konzentrierte sich nun zunehmend auf den Frauennachwuchs in den Sprintdisziplinen und besonders in der 4-mal-100-Meter-Staffel. Nach eigenen Angaben profitierte er dabei besonders von den Erfahrungen von Max Schommler, dem Trainer von Christa Stubnick, und Heinz Birkemeyer, dem Trainer von Gisela Köhler (spätere Gisela Birkemeyer), beide Medaillengewinnerinnen bei den Olympischen Sommerspielen 1956 in Melbourne.
Ein Foto zeigt Hille 1963 an der KJS Bad Blankenburg mit der Weiblichen Jugend A, die in diesem Jahr den Pokal bei den Deutschen Jugendmeisterschaften der DDR gewann. Hille trainierte dort unter anderem Bärbel Schrickel (spätere Bärbel Struppert), Renate Meißner (spätere Renate Stecher), Brigitte Geyer (spätere Brigitte Steinhardt) und Ingrid Schmidt (spätere Ingrid Brendel), die 1965 den DDR-Jugendtitel in der 4-mal-100-Meter-Staffel errangen, bei den Europäischen Juniorenspielen 1966 auch international erfolgreich waren und von 1967 bis 1973 mehrfach bei DDR-Meisterschaften der Frauen in dieser Disziplin siegten.

### Erfolgs- und Dopingjahre
Um 1969 oder 1970, so Hilles Aussage vor der Staatsanwaltschaft Erfurt 1999, sei er erstmals von Manfred Höppner mit dem Anliegen konfrontiert worden, „leistungsfördernde Mittel“ an Läuferinnen auszugeben. Es handelte sich um das anabole Steroid Oral-Turinabol. Er habe als Trainer nicht von der Verbandskonzeption abweichen können und die Tabletten, die er von den Ärzten erhalten habe, an diejenigen Athletinnen weitergereicht, die ihm die Ärzte bezeichnet hätten.
1969 begann der internationale Aufstieg von Renate Stecher, der nicht nur sie, sondern auch Hille als ihren Trainer weltbekannt machte. Noch als Renate Meißner gewann sie bei den Leichtathletik-Europameisterschaften 1969 in Athen eine Silbermedaille im 200-Meter-Lauf und Gold mit der 4-mal-100-Meter Staffel. Zwei Jahre später, bei der Europameisterschaft in Helsinki, siegte sie über 100 Meter und 200 Meter und holte Silber mit der Staffel. Bei den Olympischen Spielen in München 1972 erkämpfte sie auf beiden Sprintstrecken Gold, jeweils in neuer Weltrekordzeit; die Staffel, an der mit Bärbel Struppert noch eine zweite Sprinterin aus Hilles Jenaer Gruppe beteiligt war, erreichte – hinter der Auswahl der Bundesrepublik – Silber. Stecher lief über 100 Meter sechsmal Weltrekord, darunter die erste handgestoppte Zeit unter 11 Sekunden (1973), und über 200 Meter zwei Weltrekorde.

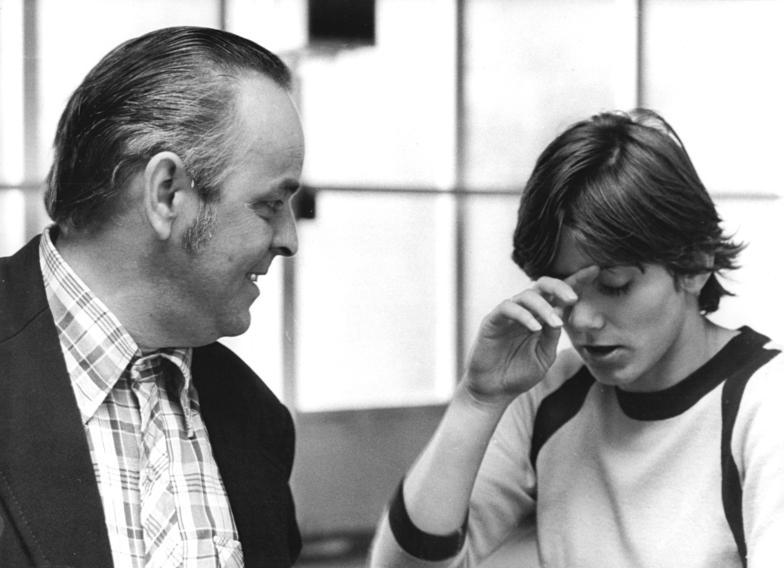
Hille mit Marlies Göhr, 1979 (Foto: Peter Liebers für ADN, im Bundesarchiv)

Hille wurde Lehrwart für Frauensprint im Deutschen Verband für Leichtathletik (1971) und verantwortlicher Trainer für die DDR-Auswahlstaffel. 1974 und 1975 kamen in seine Jenaer Trainingsgruppe weitere starke Sprinterinnen: Bärbel Eckert (spätere Bärbel Wöckel), Marlies Oelsner (spätere Marlies Göhr) und Ingrid Brestrich (spätere Ingrid Auerswald). Bei den Leichtathletik-Europameisterschaften 1974 in Rom siegte die 4-mal-100-Meter-Staffel der DDR mit zwei Läuferinnen aus Hilles Sprinterinnengruppe, Bärbel Eckert und Renate Stecher, in neuer Weltrekordzeit; in den Einzelwettbewerben über 100 und 200 Meter gewann Stecher jeweils Silber. Die Olympischen Spiele in Montreal 1976 verliefen für Hilles Sprinterinnen noch erfolgreicher: Bärbel Eckert holte Gold, Renate Stecher Bronze über 200 Meter, über 100 Meter erkämpfte Stecher Silber. In der 4-mal-100-Meter-Staffel erreichte das DDR-Team Gold, nunmehr mit drei Jenaer Läuferinnen: Oelsner, Stecher und Eckert. Hille erhielt nach den Spielen in Montreal als Teil eines Kollektivs um den Leiter des Forschungsinstituts für Körperkultur und Sport Hans Schuster den Nationalpreis der DDR I. Klasse für Wissenschaft und Technik für „hervorragende wissenschaftliche und wissenschaftsorganisatorische Leistungen auf dem Gebiet des Leistungssports“.
Nach dem Rückzug Stechers vom Leistungssport blieben die Sprinterinnen aus Hilles Jenaer Trainingsgruppe unvermindert erfolgreich. Marlies Göhr siegte bei den Leichtathletik-Europameisterschaften 1978 in Prag über 100 Meter und wurde Zweite über 200 Meter, die Staffel mit Göhr erreichte Bronze. Die Olympischen Spiele 1980 in Moskau brachten erneut reichlich Medaillen: Bärbel Wöckel holte Gold über 200 Meter, Marlies Göhr verpasste nur um eine Hundertstelsekunde die Goldmedaille über 100 Meter und musste sich mit Silber begnügen, während Ingrid Auerswald Bronze gewann. Die 4-mal-100-Meter-Staffel, erneut mit drei Jenaerinnen (Wöckel, Auerswald und Göhr), erkämpfte Gold in neuer Weltrekordzeit. Bei den Leichtathletik-Europameisterschaften 1982 in Athen gelang sogar ein Doppelsieg über 100 Meter: Göhr erreichte Gold, Wöckel Silber. Über 200 Meter gewann Wöckel Gold, die neu in Hilles Gruppe gekommene Sabine Rieger (spätere Sabine Günther) Bronze. Auch die Staffel gewann das DDR-Team, mit drei Läuferinnen aus Jena: Wöckel, Rieger und Göhr. 1983 in Helsinki wurde Marlies Göhr Weltmeisterin über 100 Meter, und auch die Staffel errang den Weltmeistertitel (mit Auerswald und Göhr). Göhr stellte drei Weltrekorde über 100 Meter auf; 1977 war sie die erste Frau, die nach elektronischer Zeitnahme unter 11 Sekunden blieb. Diesen Weltrekordlauf nutzte Hille auch als Aufhänger für einen trainingswissenschaftlichen Beitrag in der Zeitschrift Theorie und Praxis des Leistungssports. Die 4-mal-100-Meter-Staffeln der DDR liefen zwischen 1973 und 1985 sogar elf Weltrekorde, jeweils mit ein bis drei Jenaerinnen.
Für die Olympischen Spiele 1984 in Los Angeles versprach sich die DDR daher viel von der Jenaer Trainingsgruppe. Göhr, Wöckel, Auerswald und die Nachwuchsläuferin Ines Schmidt (Ines Geipel), die über die nach Jena verlegte Kinder- und Jugendsportschule 1980 in Hilles Trainingsgruppe gekommen war, wurden zum vorbereitenden Höhentraining nach Mexiko entsandt. Doch der Olympiaboykott der Sowjetunion, dem sich die DDR anschloss, zerstörte diese Hoffnungen. Bei der Europameisterschaft 1986 in Stuttgart erreichten die Jenaer Sprinterinnen noch einmal zwei Titel: Marlies Göhr über 100 Meter, die Staffel mit Auerswald und Göhr. 1987 bei der Weltmeisterschaft kam von den Jenaerinnen nur noch Göhr zu einer Medaille, nämlich einer Silbermedaille als Schlussläuferin der Staffel. 1988 bei den Olympischen Spielen in Seoul erreichte die Staffel mit Auerswald und Göhr noch einmal Silber.
Insgesamt werden Hilles Schützlingen sechs Olympiasiege, drei Weltmeisterschafts- und zehn Europameisterschaftstitel zugerechnet. In seiner Zeit war die DDR die führende Nation im Frauensprint geworden. Auf dem Höhepunkt seiner Erfolge, in den Jahren 1983 und 1984, wurden zwei Filme mit ihm gedreht, die speziell hervorhoben, dass unter seiner Leitung Jena zur dominierenden Stadt im Frauensprint der DDR geworden war. In
dem 19-minütigen DEFA-Film Sprintermacher stand Hille im Zentrum, der „mit seinen Fähigkeiten und Leistungen die Sprintschule in Jena aufgebaut“ habe. Der 34-minütige DEFA-Film Wir aus Jena – Unser Sportclub stellte Bärbel Wöckel in den Mittelpunkt, zeigte aber ebenfalls immer wieder Hille: bei der Besprechung von Trainingsplänen, bei der Einzelanalyse mit den Sportlerinnen am Monitor usw. Wie aus den Filmen hervorgeht, umfasste die Trainingsgruppe Hilles damals sechs Frauen: Auerswald, Göhr, Rieger, Schmidt, Wöckel und das Nachwuchstalent Ina Püschel. Zudem trainierte er zeitweise auch Männer, etwa die Sprinter Michael Droese und Siegfried Schenke, die mit der 4-mal-100-Meter-Staffel der Männer bei den Leichtathletik-Europameisterschaften 1974 Bronze gewannen.
Die Erfolgsjahre Hilles waren jedoch während der ganzen Zeit durch Doping begünstigt, an dem er aktiv beteiligt war. Über die Dopingvergaben an einige der Sportlerinnen machte er 1999 Aussagen: So erinnerte er sich daran, dass er an Göhr, Auerswald und Geipel über Jahre hinweg regelmäßig die blauen Pillen mit Oral-Turinabol ausgegeben habe. Diese Dopingvergaben, ebenso wie diejenigen an Wöckel, sind zudem in Ergebnisberichten der Deutschen Hochschule für Körperkultur dokumentiert, die Brigitte Berendonk und Werner Franke 1990 auffanden und teilweise nachdruckten. Droese berichtete später im Spiegel selbst, von Hille die Tabletten in Silberpapier eingewickelt erhalten zu haben; seinem Bericht zufolge bekam auch Stecher die Anabolikatabletten.
Seit 1973 war Hille zudem als Inoffizieller Mitarbeiter für das Ministerium für Staatssicherheit tätig. Er berichtete unter anderem über Eheprobleme seiner Läuferinnen oder Alkoholprobleme von Trainerkollegen, wurde allerdings auch selbst beobachtet, da er ebenfalls als „trinkfreudig“ galt.
Als die hochgesteckten Hoffnungen der DDR-Sportführung bei den Olympischen Spielen 1988 in Seoul enttäuscht wurden, wurde Hille im Verband nur mehr im Bereich Methodik und Wissenschaft eingesetzt. Nach seinen eigenen Angaben war ein von ihm unter Alkoholeinfluss verursachter Autounfall genutzt worden, um ihn kaltzustellen.

### In der Bundesrepublik
Nach dem Fall der Mauer ging Hille zunächst nach Darmstadt, wo der mit ihm befreundete frühere Sprinttrainer des Deutschen Leichtathletik-Verbandes Wolfgang Thiele ansässig war, der selbst seit längerem unter dem Verdacht des langjährigen Dopens von westdeutschen Sprinterinnen stand. Hille erhielt ein Angebot der Leichtathletikgemeinschaft Bünde/Löhne in Westfalen, dort als Trainer tätig zu sein, und nahm dieses Angebot an. Zusätzlich wurde er vom Fußball- und Leichtathletik-Verband Westfalen als Stützpunkttrainer für das in Bünde befindliche Leichtathletikzentrum engagiert. Dort gab es jedoch bald Konflikte. Athletinnen beschwerten sich über seinen autoritären Umgangston, zudem soll er unter anderem zwei Sprinterinnen Anabolika angeboten haben. Es kam zu einem Ermittlungsverfahren der Staatsanwaltschaft Bielefeld gegen Hille, der bis zum Ende des Verfahrens vorläufig von seiner Trainerfunktion suspendiert wurde. Das Ermittlungsverfahren wurde schließlich wegen Mangels an Beweisen eingestellt; Hille habe nicht nachgewiesen werden können, dass er Sportlern Dopingmittel vorgeschlagen habe, und aus Zeugenaussagen sei hervorgegangen, dass er jedenfalls keine weitergegeben habe. Hille konnte offenbar weiter beim BTW Bünde tätig sein; einige lokale Sportler und Trainer erinnerten sich sehr positiv an sein Training.
Während andere, ebenfalls dopingbelastete DDR-Trainer den Einstieg in den bundesdeutschen Leistungssport fanden – wie etwa Eberhard König, der Erfurter Trainer von Sabine Busch, Dagmar Rübsam (spätere Dagmar Neubauer) und Gesine Walther (spätere Gesine Tettenborn), der zeitweise Bundestrainer Frauensprint war −, gelang dies Horst-Dieter Hille mithin nicht.
1999 wurde gegen Hille erneut ermittelt, diesmal wegen Dopingvergehen in der DDR. Er legte vor der Staatsanwaltschaft Erfurt ein Geständnis ab. Hille gab an, die Tabletten seien ihm zunächst vom Sportarzt des SC Motor Jena, Johannes Roth, später auch von Hartmut Riedel übergeben worden. Er habe sie zur Verabreichung an diejenigen Sportler erhalten, die die Ärzte untersucht und mit denen diese ein Gespräch geführt hätten, darunter Göhr, Auerswald und Geipel. Man habe ihm versichert, negative Folgen seien auszuschließen. Das Strafverfahren gegen Hille endete mit Zahlung einer Geldbuße an eine gemeinnützige Einrichtung. Teile seiner Aussage wurden im Berliner Dopingprozess gegen Manfred Ewald und Manfred Höppner als Teil der Anklageschrift öffentlich verlesen.
Hille starb nach schwerer Krankheit 2002 in München.

## Training und Doping

### Training
Hille war ausgebildeter Diplom-Sportlehrer und Spezialist für Trainingsmethodik. Es gibt einige verstreute Bemerkungen in der Literatur über seine Methoden. So wird er in einem englischen Fachbuch als Pionier der reversen Periodisierung erwähnt, einer Periodisierung des sportlichen Trainings, die bereits zu Beginn intensive, wettkampfnähere, aber kürzere Trainingseinheiten einsetzt und erst dann das Volumen steigert – im Unterschied zur traditionellen linearen Periodisierung, die mit langen, Ausdauer und Kraft steigernden Einheiten beginnt und die Intensität und Wettkampfnähe später erhöht. Dies soll psychische und physische Ermüdung reduzieren helfen. Ähnlich schilderte Charlie Francis, der Trainer von Ben Johnson, diese Methode Hilles: „Die Jenaer Sprinterinnen begannen ihr Training mit Höchstgeschwindigkeiten und Kurzstrecken und dehnten es dann im Lauf der Saison aus. Hille sah, dass Kraftsportler besser auf dieses Muster reagierten, weil es ihren Stärken entgegenkam.“ Besonders beeindruckte Francis, dass Hille unmittelbar vor einem größeren Wettkampf das Trainingsvolumen extrem stark reduzierte (was Hille ihm bei einem Treffen 1981 bei einem Trainersymposium der IAAF in Venedig verraten hatte).
Besonderen Wert soll Hille darüber hinaus auf die Schrittfrequenz gelegt haben; der relativ kurze, aber schnelle „Trommelschritt“ war Markenzeichen von zwei seiner erfolgreichsten Athletinnen, Renate Stecher und Marlies Göhr. In seiner Tätigkeit im Breitensport in der Bundesrepublik konnte er, wie ein Trainer des BTW Bünde noch 2014 hervorhob, „Grundlagen der Leichtathletik“ vermitteln. Eine männliche Jugendstaffel aus Bünde startete im Jahr nach Hilles Tod bei einem regionalen Sportfest „im Gedenken an ihren Trainer Horst-Dieter Hille“ – mit einer Laufzeit von 46,02 Sekunden über 4 mal 100 Meter, die weit entfernt von den anabolikaunterstützten Weltrekordzeiten der Frauen aus Hilles Erfolgszeiten war.

### Doping

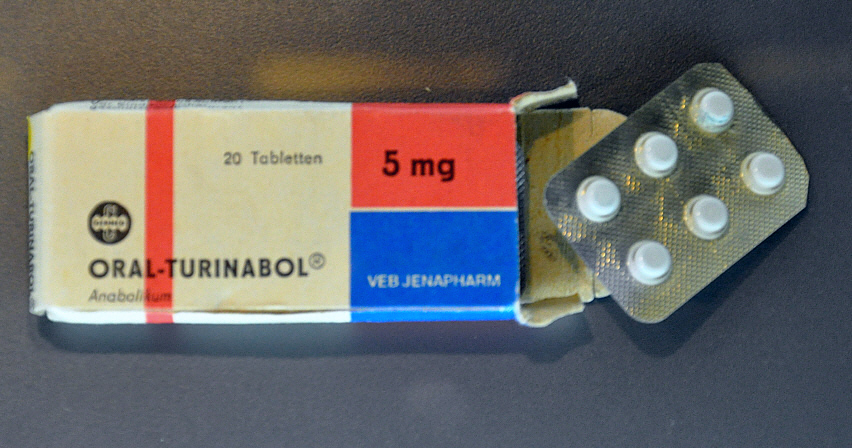
Packung Oral-Turinabol (DDR-Museum Berlin)

Für die Fabelzeiten der von Hille trainierten DDR-Sprinterinnen der 1970er und 1980er Jahre war aber, bei aller fachlichen Kompetenz, wesentlich das Anabolikadoping verantwortlich. Dabei spielte der Trainer eine entscheidende Rolle: Er verteilte gewöhnlich die Drogen, bestimmte die Dosis und beobachtete die Wirkung; er bestimmte die tägliche Dopingpraxis. Vor allem musste er ebenso wie die Athleten selbst an der sogenannten „Überbrückungstherapie“ mitwirken: Um Entdeckung bei Wettkampf-Dopingkontrollen zu vermeiden, musste die Anabolikagabe rechtzeitig abgesetzt werden. Da die Zufuhr von Steroiden die körpereigene Testosteronproduktion schwächt, wurden überbrückend häufig Testosteron-Ester gespritzt, aus denen Testosteron freigesetzt wird – chemisch identisch mit dem körpereigenen Hormon.
Bei der 17-jährigen Marlies Oelsner scheint die Abstimmung von Training und Doping einmal nicht funktioniert zu haben: Nach ihrer Silbermedaille im 100-Meter-Lauf bei den Leichtathletik-Junioreneuropameisterschaften 1975 war ihr Doping-Test positiv. Es gelang der DDR-Sportführung, die Sache mit Verweis auf eine nicht mehr vorhandene bzw. schon geöffnete Reserveprobe zu vertuschen, das Testergebnis wurde nicht veröffentlicht. Eine interne Untersuchung der Staatssicherheit ergab, dass die minderjährige Athletin und ihr Trainer Hille eigenmächtig drei statt zwei Einnahmezyklen vorgenommen hatten. Nach eigenen Angaben hätten sie das Anabolikum dennoch rechtzeitig abgesetzt, was ihnen die Staatssicherheit jedoch nicht recht glaubte. Nach diesem Warnschuss wurde verstärkt auf Überwachung und Kontrolle gesetzt, mit dem Erfolg, dass dies einer von nur zwei Fällen blieb, bei denen Wettkampfkontrollen von DDR-Sportlern zu positiven Dopingtests führten.
Dass auch später das Wirken der Trainer und speziell Hilles keineswegs lückenlos vorgegeben war, erhellt aus einer Bemerkung in einer als Verschlusssache eingeordneten sportmedizinischen DDR-Arbeit, die von Brigitte Berendonk zitiert wird. Die ungewöhnlich hohen Dosierungen des „Super-Dope-Coachs“ Hille (Berendonk) für Bärbel Wöckel, zum Teil verbunden mit zusätzlichen Gaben von Testosteron-Estern, stachen auch den Autoren (dem Dozenten am Forschungsinstitut für Körperkultur und Sport Nicklas und dem Verbandsarzt des DVfL Reumuth) als befremdlich ins Auge. Michael Droese wiederum berichtete, seine Freundin, eine Anästhesie-Assistentin, habe ihm deutlich gemacht, mit seinem Anabolikakonsum mache er sich kaputt. Er habe sich daraufhin unter anderem mit Renate Stecher unterhalten und sie hätten mit Hille und anderen Trainern „beratschlagt“. Man habe dann gemeinsam den Vereinsarzt Johannes Roth aufgesucht, der abgewiegelt habe; danach habe Droese die Pillen nicht mehr von Hille, sondern von Roth und später von Hartmut Riedel persönlich erhalten.
Es waren freilich nicht nur die DDR-Sprinterinnen gedopt, auch bei einigen ihrer Konkurrentinnen bei internationalen Wettbewerben muss von Doping ausgegangen werden. So gestand Annegret Kroniger, die 1976 in Montreal mit der 4-mal-100-Meter-Staffel der Bundesrepublik knapp hinter der DDR-Staffel den zweiten Platz belegt hatte, später ebenfalls Anabolikakonsum ein und ging davon aus, dass dies auch für die anderen Staffelmitglieder gegolten habe. Gerhard Treutlein und Andreas Singler meinen, es sei hier „erstmals so etwas wie eine systematische Komponente des westdeutschen Frauendopings unter Anleitung eines DLV-Trainers (Wolfgang Thiele) zu beobachten“. Zeitzeugen vermuteten, dass Thiele bereits damals auf die Doping-Erfahrungen Hilles zurückgreifen konnte; Treutlein und Singler sprechen davon, dass es hier anscheinend „Dopingsolidarität … sogar über gesellschaftliche Systemgrenzen“ hinweg gegeben habe.
Die virilisierenden Wirkungen der Anabolika auf Frauen und insbesondere minderjährige Mädchen sowie die erheblichen kurz- und langfristigen Krankheits- und Verletzungsrisiken waren nicht nur bekannt, auch und gerade in der DDR, sondern auch augenfällig und konnten dem beobachtenden Trainer nicht entgehen. Schon äußerlich fiel auch Charlie Francis die gewaltige Muskelmasse der Jenaer Sprinterinnen auf, besonders bei Länderkämpfen ohne Dopingtests, und er setzte alles daran, neben den Trainings- auch die Doping-Geheimnisse der Athletinnen zu ergründen.

### Ressourcen
Freilich sah Francis noch einen dritten Grund für die Überlegenheit der DDR-Sportlerinnen neben Training und Doping: Hille habe über nahezu unbegrenzte Ressourcen verfügen können, weit mehr als amerikanische, kanadische oder westeuropäische Trainer. Er zitierte Hille: „Ich schreibs in meinen Plan, und was auch immer ich verlange, ich bekomme es, es gibt keine Diskussion.“ Für eine Gruppe von 30 Sportlern habe Jena 21 Ärzte, Sportwissenschaftler, Techniker, Physiotherapeuten und Masseure beschäftigt, während er selbst in Kanada für eine sogar noch etwas größere Gruppe mit einer Person habe vorliebnehmen müssen.

## Persönliches
Hille war mit einer Lehrerin verheiratet und hatte einen Sohn.

## Wissensstand
Veröffentlichungen, die die Lebensgeschichte Hilles zum Gegenstand haben, gibt es kaum. Neben einem kurzen Eintrag in Klaus Amrheins Biographischem Handbuch zur Geschichte der deutschen Leichtathletik 1898–2005 existiert eine gut zehnseitige, eher hagiografische Biografie aus dem Sportverlag Berlin von 1981, verfasst von dem Sportjournalisten Horst Schiefelbein (Maschinenschlosser, Tempotrainer, Nationalpreisträger: Horst-Dieter Hille/DDR), die zusammen mit dem Film Sprintermacher von 1983 immerhin ein paar Daten zu Hilles Leben seit 1949 bietet. Auf seine Dopingpraxis gehen einige Veröffentlichungen ein, die das DDR-Doping bzw. das Doping im Sport generell behandeln, insbesondere Brigitte Berendonk (Doping-Dokumente, 1990) und zwei Artikel von Thomas Purschke in Gerbergasse 18. Informationen zu Trainingsmethoden und Ressourcen sind in Charlie Francis’ Buch Speed Trap. Inside the Biggest Scandal in Olympic History zu finden; der Kanadier Francis, selbst Sprinttrainer und Doper (von Ben Johnson), kannte Hille von diversen Sportveranstaltungen, Trainersymposien usw. und äußerte sich recht ausführlich über dessen Qualitäten. Verstreute Zeitungs- und Zeitschriftenartikel erlauben es, ein paar Lücken zu füllen.

## Schriften
- Zum Jahresaufbau des Trainings im Kurzsprint der Frauen unter den Aspekten allgemeine Laufausdauer und Sprintfähigkeiten. In: Theorie und Praxis des Leistungssports, Jg. 19 (1981), H. 11, S. 20–24. Digitalisat